# Регионален федерален съд на Четвърти регион
Регионален федерален съд на Четвърти регион (на португалски: Tribunal Regional Federal da 4ª Região, TRF4) с официално седалище в Порто Алегре е едно от шестте регионални федерални съдилища в Бразилия – второинстанционен съд на федералното правосъдие в Бразилия, чиято юрисдикция се разпростира върху щатите Рио Гранде до Сул, Санта Катарина и Парана.

## Състав
Към момента в състава на Регионалния федерален съд на Четвърти регион работят двадесет и седем федерални съдии, наричани федералнни десембаргадори, групирани в осем специалиирани съдебни състава. Всеки специализиран състав се състои от по трима съдии и може да разглежда дела, касаещи определена правна материя. От своя страна съдебните състави се групират в четири специализирани съдебни секции:
- I специализирана секция – обединява 1 и 2 съдебен състав, разглеждащи дела, касаещи трудови правоотношения и дела от данъчноправен характер;
- II специализирана секция – обединява 3 и 4 съдебен състав, в чиято компетенция попадат граждански, административни и търговски дела;
- III специализирана секция – съставена от 5 и 6 съдебен състав, в чиято юисдикция попадат дела, касаещи социални въпроси и социалното осигуряване;
- IV специализирана секция – съставена от 7 и 8 състав, разглеждащи наказателни дела.

Регионалният федерален съд заседава и в Пленум, в който заседават всички съдии от състава на съда. Сред основните функции на Пленума са:
- да избира председател и заместник-председател на съда, корежедор и заместник-корежедор на съда;
- да избира съдии, които да попълнят състава на Специалния състав на съда, както и членове на Административния съвет и други административни органи на съда;
- да избира член от състава на съда и негов заместник, които да попълнят квотата на съда в Регионалния електорален съд на Четвърти регион;
- да одобрява назначаването на нови съдии в състава на съда;
- да декларира встъпване в длъжност на заместник федерални съдии в първоинстанционните съдилища;
- да преподписва акта за назначаване на федерален съдия на служба в Регионалния съд;
- да одобрява промяна в броя на първоинстанционните федерални съдилища в своята юрисдикция, направена по инициатива на законодателната власт или на Върховния федерален съд;
- да прави изменения в Правилника на Регионалния федерален съд;
- да определя заслуги и старшинство и да формира троен списък от федерални съдии, адвокати и федерлни прокурори, които при нужда да бъдат предложени за членове на Регионалния съд;
- да прилага дисциплинарни наказания срещу членовете на съда, да започва процедури за отстраняване от длъжност, да гласува оставката, отстраняването, пенсионирането, прекратяването на правоспособността или преждевременно пенсиониране на членове на съда;
- да одобрява отстраняването на съдии от състава на съда;
- да преразглежда своите решения;
- да се произнася с мандат за защита срещу собствените си решения;
- да се произнася относно конституционността на закони и нормативни актове, приложими в процесите от неговата компетенция.

Освен секциите и съставите, към Регионалния съд функционира един специален състав, наричан Специален съд, изпълняващ специални съдебни и административни функции, съставен от четиринадесет съдии – в това число влизат членове на специализираните състави, председателят на съда, заместник-председателят и регионалният федерален корежедор. Основната съдебна функция на специалния състав е да действа като арбитър в спорове за компетентност, възникнали между отделните състави или секции на съда, както и да осигурява унификация на юриспруденцията в съда чрез еднакво тълкуване на правните норми, приложими в работата на отделните секции, когато в хода на работата на тези секции възникнат случаи на различно тълкуване на едни и същи правни норми. Сред административните функции на специалния състав влизат правото му да започва процеси за отстраняване на федерални съдии от юрисдикцията на съда, да се произнася в случаи за реорганизиране работата на съдиите от първа инстанция, да се произнася по жалби срещу решения, взети от ръководителите на административните звена на съда, да приема вътрешни правила за дейността на административните звена, да разглежда жалби срещу административните наказания, наложени от председателя на съда.

## Юрисдикция
До 2013 г. юрисдикцията на Регионалния федерален съд на Четвърти регион се разпростира върху територията на щатите Рио Гранде до Сул, Санта Катарина и Парана. През 2013 г. Националният конгрес на Бразилия приема конституционна поправка, която отделя от юрисдикцията на съда щатите Санта Катарина и Парана и ги присъединява към юрисдикцията на новосъздаден Регионален федерален съд на Шести регион. Конституционната поправка обаче е суспендирана от Върховния федерален съд, което запазва предишното статукво.
Щатът Рио Гранде до Сул представлява една юридическа секция, която от своя страна се поделя на 21 юридически подсекции, в чиято юрисдикция попадат една или повече общини:
- Порто Алегре;
- Каноас;
- Ново Амбурго;
- Кашиас до Сул;
- Бенто Гонсалвес;
- Санта Круз до Сул;
- Лажеадо;
- Пасо Фундо;
- Санта Мария;
- Качоейра до Сул;
- Ерешин;
- Каразиньо;
- Круз Алта;
- Санта Роза;
- Санто Анжело;
- Сантана до Ливраменто;
- Уругаяна;
- Баже;
- Пелотас;
- Рио Гранде;
- Сантяго.

Юридическа секция Санта Катарина със седалище Флорианополис е поделена на 17 юридически подсекции:
- Флорианополис;
- Сао Мигел до Оесте;
- Чапеко
- Конкордия;
- Жоасаба;
- Лажес;
- Мафра;
- Рио до Сул;
- Жарагуа до Сул;
- Буменау;
- Жоинвил;
- Бруске;
- Итажай;
- Лагуна;
- Тубарао;
- Крисиума.

Юридическа секция Парана със седалище в Куритиба се поделя на 18 подсекции:
- Куритиба;
- Лондрина;
- Маринга;
- Паранавай;
- Умиарама;
- Толедо;
- Фоздолгиасу;
- Каскавел;
- Франсиско Белтрао;
- Пато Бранко;
- Кампо Моурао;
- Гуарапарава;
- Апукарана;
- Жакарезиньо;
- Понта Гроса;
- Паранагуа;
- Уняо да Витория;
- Гуайра.